# マルシャF1チーム

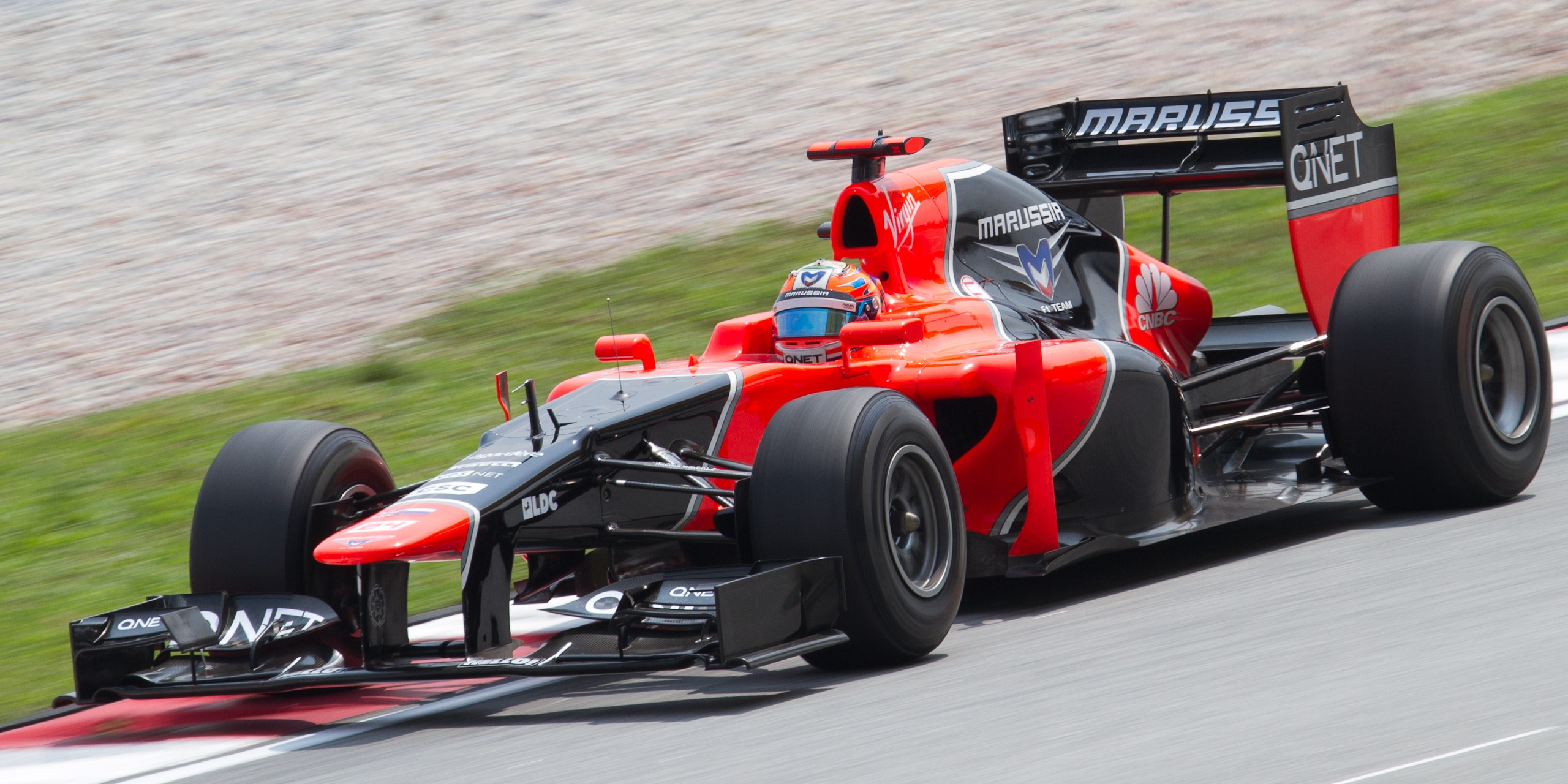
MR01を駆るグロック。
（※：2012年マレーシアGP）

マノー・マルシャF1チーム (英: Manor Marussia F1 Team) は、2012年から2015年まで参戦していたイギリスのF1コンストラクター。2010年より参戦していたヴァージン・レーシングがマルシャ・モーターズにチーム株式を売却し、2011年にマルシャ・ヴァージン・レーシング (英: Marussia Virgin Racing) 、2012年から2014年はマルシャF1チーム (英: Marussia F1 Team)という名称で参戦していた。

## 概要
元のチームはヴァージン・レーシング時代と同様にチーム代表者であるジョン・アルフレッド・ブースが1990年に設立した「マノー」が起源となる。
彼が2010年よりヴァージン・グループのリチャード・ブランソンがマノーのチーム株式を買収してタイトルスポンサーの使用権を獲得したことによりチーム名を「ヴァージン・レーシング」としてF1チームを立ち上げた後、同年11月11日には今度はロシアの自動車会社であるマルシャ・モーターズがヴァージンからチーム株式の一部を買収した事で2011年シーズンより「マルシャ・ヴァージン・レーシング」としてエントリーした。
この結果、経営陣も再編され昨年の3月までフォース・インディアに在籍していたイアン・フィリップスがCOOとして就任。その他にニコライ・フォメンコを取締役、最高経営責任者にマルシャからアンディ・ウェッブ、会長にグレイム・ロードンが就任した。
また、マルシャとの提携によってチーム国籍がイギリスからロシアへ変更され、2011年11月にチーム名も「マルシャ・レーシング」に変更した。
2014年10月、資金難のため管財人の管理下に置かれ、終盤3戦を欠場するなどチーム消滅の危機に陥ったが、投資家の手により再建。チーム名は「マノー・マルシャF1チーム」に、チーム国籍もイギリスに変更された。
2015年シーズン終了後にチーム代表のブースとロードンがチームを去り、チーム名を「マノー・レーシング」に変更。これに伴いコンストラクター名も「マノー」（シャシー名はMRT）に変更されたため、コンストラクターとしてのマルシャの活動は終了した。

### マルシャ・ヴァージン・レーシング

#### 2011年
ヴァージン・レーシング時代よりCFDのみを使用したマシン開発を特色としており、コンストラクターズタイトル12位と最下位だったことから上位進出を向けてCFD施設の拡張を計画するなど1年目のマシン開発方法を強化する方向性だったが、完成したマシンMVR-02でも前年度のマシン戦闘力とほぼ変わらない状況が続き、6月にテクニカルディレクターのニック・ワースを解雇した。
CFDだけに頼らず風洞も使用する通常のマシン開発方法を取るよう方針転換し、さらにマクラーレンとの技術提携を行うことを決定した。
この年もコンストラクターズランキング12位で終えた。また、同年11月にチーム名を「マルシャF1チーム」、コンストラクター名は「マルシャ」に変更することになったため、翌シーズンよりマルシャF1チームとして活動する。

### マルシャF1チーム

#### 2012年
マルシャは技術コンサルタントとして元ルノーのテクニカルディレクターのパット・シモンズを迎え入れた。また、新車マルシャ・MR01を発表したが、このマシンは2012年に発表されたF1マシンで唯一KERSを搭載を予定していないマシンとなった。
レースは前年度より実質のライバルチームであるHRTを大きく引き離した速さとマシンの信頼性を持つようになり、グロックが第6戦モナコGPまで6戦連続で完走を果たした。
第8戦ヨーロッパGPではグロックが腸閉塞のため欠場した。
7月3日、ダックスフォード飛行場の滑走路でテスト走行を行うマリア・デ・ヴィロタが駆るMR01が原因不明の暴走をしてトラックに突っ込む事故を起こした。これにより、デ・ヴィロタは右目を失う重傷を負った。
その後グロックが第14戦シンガポールグランプリで12位を獲得。この結果により、ライバルであるケータハムとHRTより上のコンストラクターズタイトル10位となった。
しかし最終戦のブラジルグランプリにて、シャルル・ピックが12位を獲得するものの、ケータハムのヴィタリー・ペトロフが11位を獲得したため、ケータハムがコンストラクターズで10位を獲得し、マルシャは11位となった。

#### 2013年

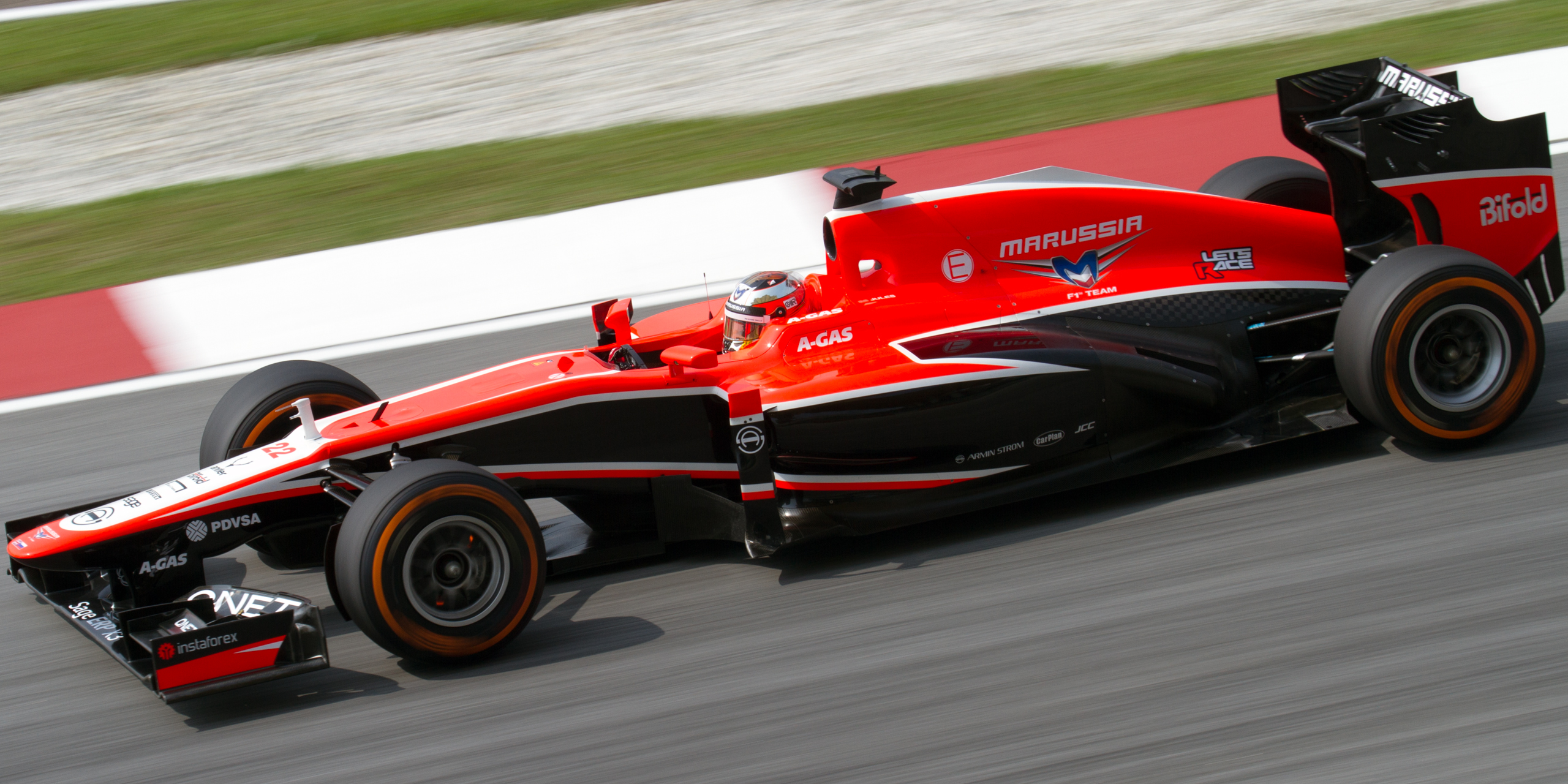
ジュール・ビアンキが駆るマルシャ・MR02。（2013年マレーシアグランプリにて。）

2012年12月18日、マルシャはマックス・チルトンと契約したことを発表した。
また商業的な理由により、ティモ・グロックがチームを離脱し、ルイス・ラジアがその席に座ることになった。
しかし、スポンサーの問題によりジュール・ビアンキにその席を変わることになった。
2013年3月14日、チームはルドルフ・ゴンザレスとリザーブドライバーとして契約したことを発表した。
2013年シーズンの初戦であるオーストラリアグランプリでは、予選でライバルであるケータハムより上位になり、
第2戦のマレーシアではビアンキは13位となった。
しかし年間を通して、予選ではケータハムと下位を争い、最後尾グリッドのことも多かった。
このためポイントは獲得できなかったが、車の信頼性が良かったため、年間コンストラクターズタイトルで10位を獲得した(ライバルのケータハムは11位)。
マックス・チルトンはルーキードライバーとして初めて全戦完走した。

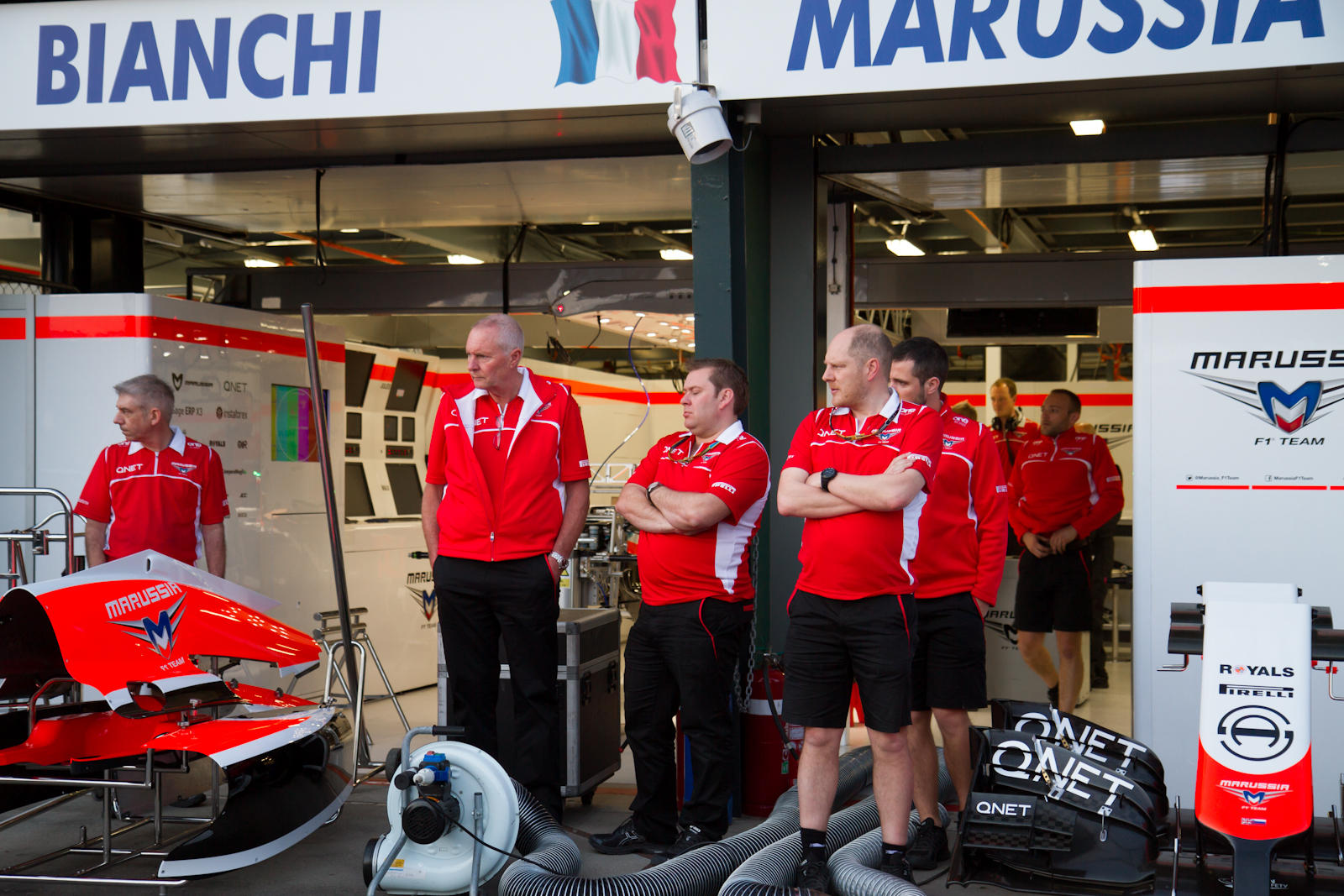
マルシャF1チームのピットガレージ前にて。左から2番目の人物が代表者のジョン・ブース。

#### 2014年
コスワースが2013年まででF1から撤退するため、マルシャは2014年シーズンのエンジンとしてフェラーリエンジンと契約した。
ドライバーはジュール・ビアンキとマックス・チルトンの2名共残留した

。前年度まで最下位争いをしていたケータハムに対して開幕戦よりアドバンテージを築き上げている事がうかがえており、チルトンは開幕戦オーストラリアGP、第3戦バーレーンGPで共に13位完走した。第6戦モナコGPにてビアンキが9位入賞を果たし、チーム共に初入賞となった。
しかし、第15戦日本GPでの42周目のダンロップコーナーにて、直前にクラッシュしたザウバーのエイドリアン・スーティルの駆るマシンを撤去しようとしていたクレーン車にビアンキのマシンが衝突し、ビアンキは意識不明の重体となってしまった（翌年7月17日、意識を回復しないまま死去）。またチームの資金難も深刻化していたため、次戦のロシアGPこそチルトンが出場したものの、第17戦アメリカGPを前にチームが破産申請を行い、残る3戦を欠場した。
最終3戦を欠場したものの、この時点でノーポイントだったザウバーとケータハムが最終戦まで入賞できなかったため、モナコGPでビアンキが獲得した2ポイントによりコンストラクターズランキング9位を獲得。2010年に参入した新チームとして初めて古参チームを上回る快挙を見せた。これによりチームは賞金4,000万ポンド（約72億9,000万円）を受け取る権利を得たが、チームは大きな負債を抱えたままであり賞金を受け取る前にチームが存続できるかの瀬戸際であった。オフシーズン中には資産や設備が競売にかけられる、従業員が解雇されるなどチーム消滅は目前だったが、投資家の手により土壇場で救済され2015年のエントリーに漕ぎ着けた。

### マノー・マルシャF1チーム

#### 2015年
ドライバー、マシン、そして資金の三重苦を味わったマルシャだが「チーム名にマルシャを入れること」を条件に「マノー・マルシャF1チーム」として復活（チームの国籍はロシアから本拠地のイギリスに戻る）。マシンは2014年度のものを2015年ルールに合わせて改定し参戦。ドライバーにウィル・スティーブンスとロベルト・メリを迎え、パドックにすべてのメンバーが集結した。ただしメリは1戦ごとの契約で、他にペイドライバーが現れれば交代するという取り決めが公表されている。
ドライバー・スタッフを再集結、各種設備を競売で取り戻し奇跡とも言える復活を遂げたチームだったが、開幕戦オーストラリアGPはマシンを走らせるのに必要なソフトウェアが一括削除されており、エンジンを始動できず欠場することとなった。これに対してはFIAの調査を受ける事態にまで発展し、バーニー・エクレストンの怒りを買った。
第2戦からは問題を解決し予選にも出走したが、スティーブンスは燃料系トラブルでノータイム・さらにメリはQ1トップタイムのルイス・ハミルトンが出したタイムに0.4秒及ばず107%以内のタイムを記録できず、両者揃って107%ルールに抵触。どうにか出走許可は下りたもののスティーブンスは出走できずメリのみ最後尾からスタートしたが、トップチームはおろか中堅チームにも全くペースが追い付かず何度も青旗が振られる姿が捉えられていた。また、このレースにおいてメリのみが出走したことについて、「1台出走は戦略によるもので、マノー・マルシャは前年度の賞金が目当てで参戦しているのだろう」などと新聞に叩かれる一幕もあった。
その後は何とか107%ルールに抵触しないタイムは出すもののQ1落ちが定位置になり、決勝も周回遅れにされるシーンのみが国際映像に映るばかりでかろうじて完走するだけのレースが続く。両ドライバーもこの現状に対し憂慮しており、ついには「ポイントを獲得できる状況ではない」「まずはタイムロスを少なくするのが目標」（スティーブンス）、「チームメイトを倒すのが目標」「残りの人たちとは戦う手段がない」（メリ）などと言い出す始末であった。
第13戦シンガポールGPより、メリに代わってアレクサンダー・ロッシをレースドライバーに起用。ただし、ロッシはGP2シリーズでチャンピオンを争っており同シリーズの参戦を優先するため、GP2と併催されるロシアGPとアブダビGPの2戦はリザーブドライバーとなったメリが出走した。
結局、ポイント獲得には程遠く無得点、コンストラクターズランキング最下位（10位）でシーズンを終えた。シーズン終了とともにチーム代表のジョン・ブースとグレアム・ロードンがオーナーのスティーブン・フィッツパトリックとのチーム運営の方向性の違いにより離脱。2016年1月19日、チームは新たに「マノー・レーシング」へ名称を変更、コンストラクター名も「マノー」（シャシー名は「MRT」）に変更する事を発表。これによりコンストラクターとしてのマルシャもF1から消える事となった。

## 戦績
| 年     | シャーシ        | エンジン                   | タイヤ | ドライバー             | 1   | 2   | 3   | 4   | 5   | 6   | 7   | 8   | 9   | 10  | 11  | 12  | 13  | 14  | 15  | 16  | 17  | 18  | 19  | 20  | ポイント | ランキング |
| ------ | --------------- | -------------------------- | ------ | ---------------------- | --- | --- | --- | --- | --- | --- | --- | --- | --- | --- | --- | --- | --- | --- | --- | --- | --- | --- | --- | --- | -------- | ---------- |
| 2012年 | マルシャ・MR01  | コスワース CA2012 V8       | P      |                        | AUS | MAL | CHN | BHR | ESP | MON | CAN | EUR | GBR | GER | HUN | BEL | ITA | SIN | JPN | KOR | IND | ABU | USA | BRA | 0        | 11位       |
| 2012年 | マルシャ・MR01  | コスワース CA2012 V8       | P      | ティモ・グロック       | 14  | 17  | 19  | 19  | 18  | 14  | Ret | DNS | 18  | 22  | 21  | 15  | 17  | 12  | 16  | 18  | 20  | 14  | 19  | 16  | 0        | 11位       |
| 2012年 | マルシャ・MR01  | コスワース CA2012 V8       | P      | シャルル・ピック       | 15† | 20  | 20  | Ret | Ret | Ret | 20  | 15  | 19  | 20  | 20  | 16  | 16  | 16  | Ret | 19  | 19  | Ret | 20  | 12  | 0        | 11位       |
| 2013年 | マルシャ・MR02  | コスワース CA2013 V8       | P      |                        | AUS | MAL | CHN | BHR | ESP | MON | CAN | GBR | GER | HUN | BEL | ITA | SIN | KOR | JPN | IND | ABU | USA | BRA |     | 0        | 10位       |
| 2013年 | マルシャ・MR02  | コスワース CA2013 V8       | P      | ジュール・ビアンキ     | 15  | 13  | 15  | 19  | 18  | Ret | 17  | 16  | Ret | 16  | 18  | 19  | 18  | 16  | Ret | 18  | 20  | 18  | 17  |     | 0        | 10位       |
| 2013年 | マルシャ・MR02  | コスワース CA2013 V8       | P      | マックス・チルトン     | 17  | 16  | 17  | 20  | 19  | 14  | 19  | 17  | 19  | 17  | 19  | 20  | 17  | 17  | 19  | 17  | 21  | 21  | 19  |     | 0        | 10位       |
| 2014年 | マルシャ・MR03  | フェラーリ 059/3 V6 ターボ | P      |                        | AUS | MAL | BHR | CHN | ESP | MON | CAN | AUT | GBR | GER | HUN | BEL | ITA | SIN | JPN | RUS | USA | BRA | ABU |     | 2        | 9位        |
| 2014年 | マルシャ・MR03  | フェラーリ 059/3 V6 ターボ | P      | マックス・チルトン     | 13  | 15  | 13  | 19  | 19  | 14  | Ret | 17  | 16  | 17  | 16  | 16  | Ret | 17  | 18  | Ret |     |     |     |     | 2        | 9位        |
| 2014年 | マルシャ・MR03  | フェラーリ 059/3 V6 ターボ | P      | ジュール・ビアンキ     | NC  | Ret | 16  | 17  | 18  | 9   | Ret | 15  | 14  | 15  | 15  | 18† | 18  | 16  | 20† |     |     |     |     |     | 2        | 9位        |
| 2015年 | マルシャ・MR03B | フェラーリ 059/3 V6 ターボ | P      |                        | AUS | MAL | CHN | BHR | ESP | MON | CAN | AUT | GBR | HUN | BEL | ITA | SIN | JPN | RUS | USA | MEX | BRA | ABU |     | 0        | 10位       |
| 2015年 | マルシャ・MR03B | フェラーリ 059/3 V6 ターボ | P      | ウィル・スティーブンス | DNP | DNS | 15  | 16  | 17  | 17  | 17  | Ret | 13  | 16† | 16  | 15  | 15  | 19  | 14  | Ret | 16  | 17  | 18  |     | 0        | 10位       |
| 2015年 | マルシャ・MR03B | フェラーリ 059/3 V6 ターボ | P      | ロベルト・メリ         | DNP | 15  | 16  | 17  | 18  | 16  | Ret | 14  | 12  | 15  | 15  | 16  |     |     | 13  |     |     |     | 19  |     | 0        | 10位       |
| 2015年 | マルシャ・MR03B | フェラーリ 059/3 V6 ターボ | P      | アレクサンダー・ロッシ |     |     |     |     |     |     |     |     |     |     |     |     | 14  | 18  |     | 12  | 15  | 18  |     |     | 0        | 10位       |

† 完走扱い(レース距離の90%以上走行のため)。 NC は、フィニッシュしたものの周回数が90%未満である為、F1レギュレーション上におけるリタイア扱いを表す。